# Dick Norman
Dick Norman (Waregem, 1 de Março de 1971) é um tenista profissional belga, Dick faturou em 2009, o Roland Garros em duplas, e chegou a melhor colocação em duplas como 13° do mundo, em simples foi 85° em 2006. 

## Desempenho em torneios

### Duplas(4)
| Legenda                           |
| Grand Slam (0)                    |
| ATP Tour Finals (0)               |
| ATP World Tour Masters Series (0) |
| ATP World Tour 500 Series (0)     |
| ATP World Tour 250 Series (4)     |

| Títulos por superfície |
| Dura (3)               |
| Grama (1)              |
| Saibro (0)             |
| Carpete (0)            |

| Nr. | Data                   | Torneio                         | Superfície | Parceiro        | Adversários na final               | Resultado            |
| 1.  | 7 de Janeiro de 2007   | Chennai, Índia                  | Dura       | Xavier Malisse  | Rafael Nadal Bartolomé-Salva-Vidal | 7-6(4), 7-6(4)       |
| 2.  | 8 de Fevereiro de 2009 | Joanesburgo, África do Sul      | Dura       | James Cerretani | Rik de Voest Ashley Fisher         | 6-7(7), 6-2, 14-12   |
| 3.  | 21 de Junho de 2009    | 's-Hertogenbosch, Países Baixos | Grama      | Wesley Moodie   | Johan Brunström Jean-Julien Rojer  | 7-6(3), 6-7(8), 10-5 |
| 4.  | 6 de Fevereiro de 2011 | Zagreb, Croácia                 | Dura (i)   | Horia Tecău     | Marcel Granollers Marc López       | 6-3, 6-4             |

### Vice(2)
| Legenda                           |
| Grand Slam (1)                    |
| ATP Tour Finals (0)               |
| ATP World Tour Masters Series (0) |
| ATP World Tour 500 Series (1)     |
| ATP World Tour 250 Series (0)     |

| Títulos por superfície |
| Dura (0)               |
| Grama (0)              |
| Saibro (1)             |
| Carpete (1)            |

| Nr. | Data                  | Torneio       | Superfície | Parceiro      | Adversários na final      | Resultado     |
| 1.  | 22 de Outubro de 1995 | Pequim, China | Carpete    | Fernon Wibier | Tommy Ho Sebastien Lareau | 7-6, 7-6      |
| 2.  | 7 de Junho de 2009    | Roland-Garros | Saibro     | Wesley Moodie | Lukas Dlouhy Leander Paes | 3-6, 6-3, 6-2 |

## Ligações Externas
- Perfil na ATP